# Japonský idol

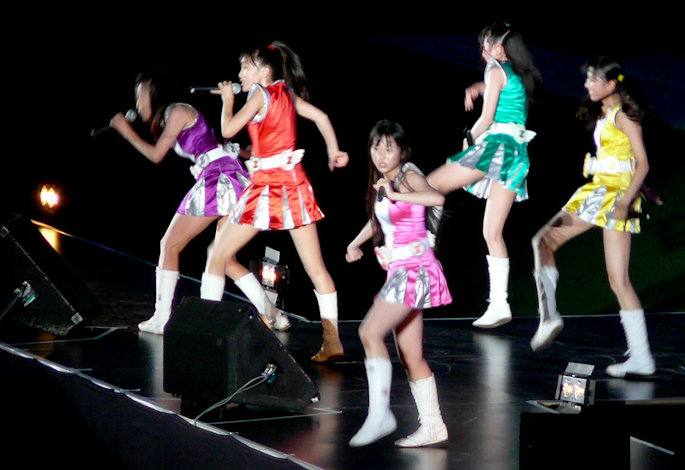
Momoiro Clover Z, ženská idolová skupina.

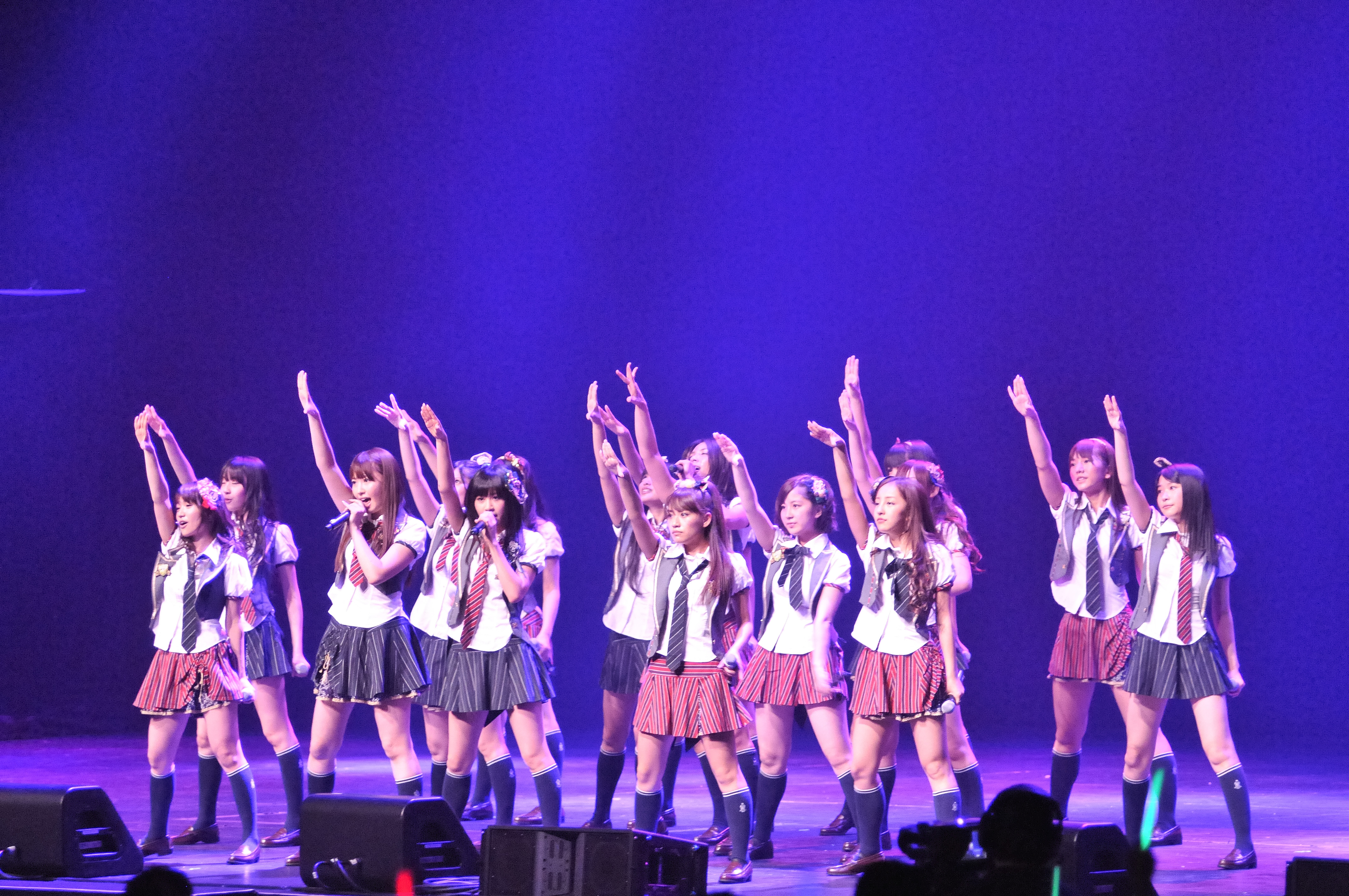
AKB48, ženská idolová skupina.

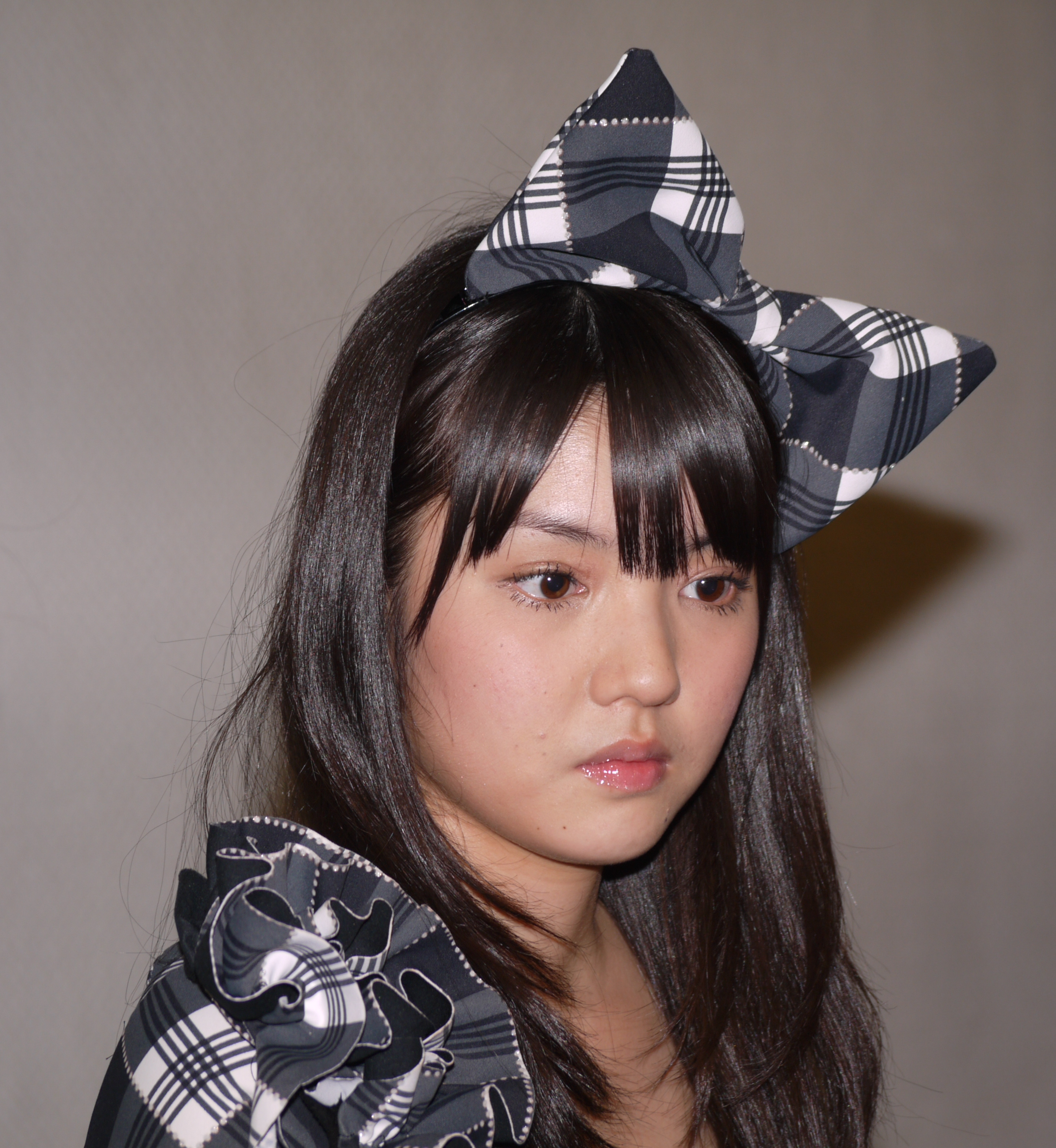
Sajumi Mičišige, leaderka skupiny Morning Musume.

Logo skupiny °C-ute.

Idoly (japonsky アイドル aidoru, ze slova „idol“) jsou v japonské popkultuře mediální osobnosti (zpěváci, herci, modely apod.), většinou teenageři, s roztomilým a nevinným mediálním obrazem. Idoly jsou samostatnou kategorií japonských umělců.
Idoly jsou předmětem lásky jejich fanoušků, kteří je bezmezně obdivují. Existuje též názor, že Japonci vidí v ženách, idolkách, sestry nebo „děvčata od vedle“.
V japonské populární hudbě tvoří idoly specifický hudební žánr. Idoly zpívají nenáročné sentimentální písně.
Ve svém každodenním životě musejí být idoly rovněž v souladu se svými písněmi, mít perfektní veřejný obraz a být příkladem pro mladou generaci.

## Historie
Fenomén vznikl na počátku 70. let v důsledku velkého rozmachu popularity francouzského filmu Cherchez l'idole („Hledejte idol“ – v Československu známý jako „Honba za kytarami“), který se objevil v japonských kinech v listopadu roku 1964. Herečka Sylvie Vartanová, která hrála hlavní roli, se stala velmi populární. Termín idol začal být používán pro dívky, většinou mezi 14. a 16. rokem, které právě začínají svou cestu ke slávě, nebo pro velmi mladé nové hvězdy.

## Výběrový seznam japonských idolových skupin
Toto je výběrový seznam japonských idolových hudebních skupin, dělený podle projektů nebo talentové agentury.
- AKB48[7]
- Stardust Promotion (talentová agentura)
  - Momoiro Clover Z[8]
  - Širicu ebisu čúgaku[9]
  - Takoyaki Rainbow
- Hello! Project (projekt)
  - Morning Musume[10]
  - °C-ute[11]
  - Berryz Kobo[12]
  - S/mileage[13]
  - Juice=Juice[14]
  - Buono![15]
- Fairies[16]
- 9nine[17]
- Sakura Gakuin[18]
  - Babymetal (v minulosti byla podskupinou skupiny Sakura Gakuin, nyní nezávislá)